# Julio Bevacqua
Julio Maximiliano Bevacqua (Córdoba, 9 giugno 1980) è un ex calciatore argentino, di ruolo attaccante.